# Italo Meschi
Italo Meschi (Lucca, 9 dicembre 1887 – Carignano, 15 ottobre 1957) è stato un chitarrista italiano.

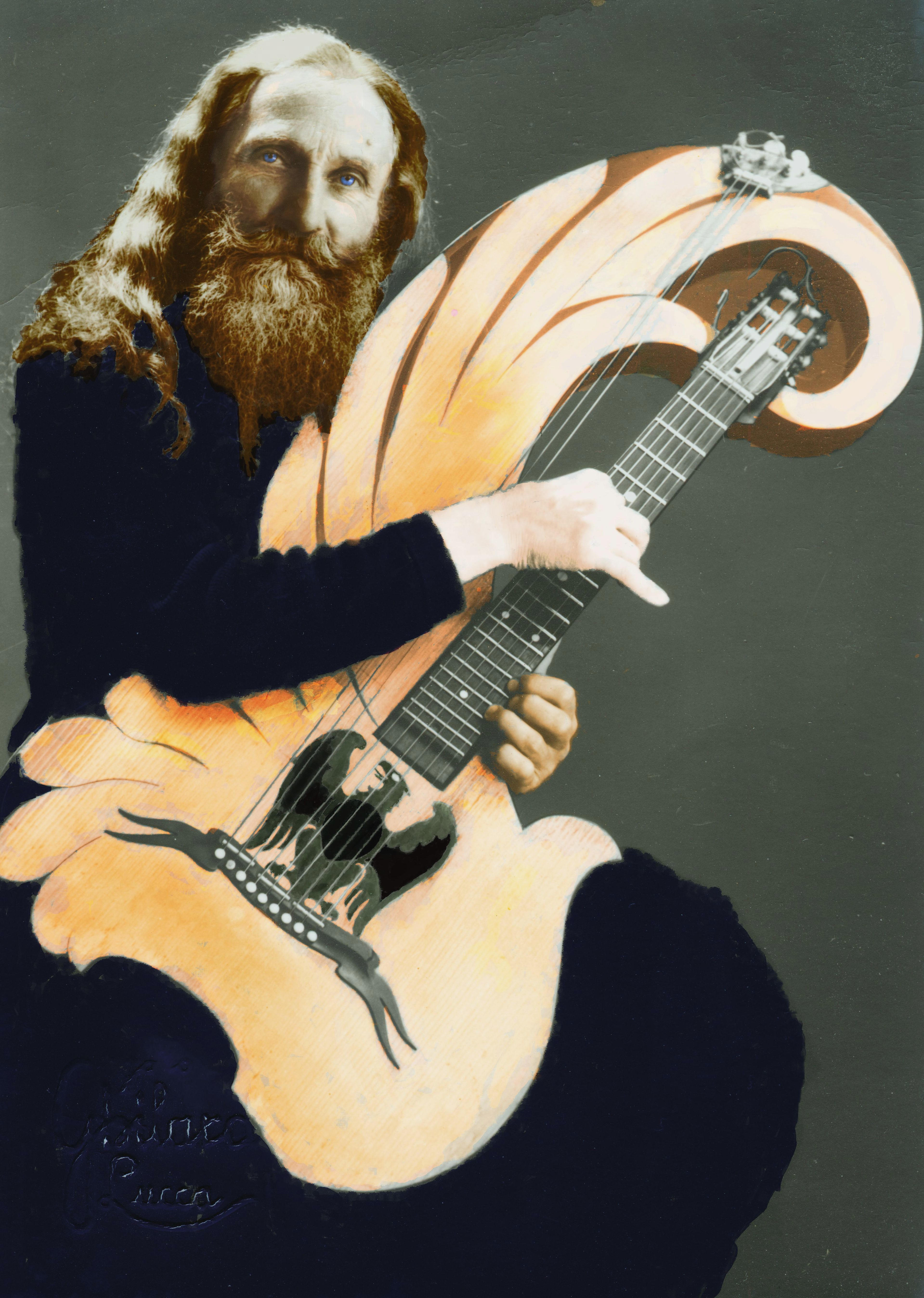
Italo Meschi (2013).

Quarant'anni dopo la sua morte, la sua lunga scoperta di scritti, composizioni e memorie cominciarono a risorgere grazie ai suoi parenti più vicini. La loro riscoperta e apprezzamento da parte di esperti posiziona Meschi tra i grandi chitarristi della prima metà del XX secolo. Il suo repertorio si estende dai pezzi del Quattrocento fino a Wagner, ma include anche canzoni toscane e altre canzoni popolari europee.
Trascrisse per la sua chitarra a 10 corde moltissima musica classica destinata ad altri strumenti. Ha anche lasciato le proprie composizioni.
La stampa britannica degli anni venti lo descrisse come "The Last Troubadour" (l'ultimo trovatore). Anche se spesso si esibiva per i migliori ambienti sociali e persino per registi, Meschi non commercializzò mai la sua musica, orgoglioso del suo stile di vita ascetico; per i concerti gli era sufficiente una piccola donazione.

## Biografia
Il padre Innocenzo Meschi era un sarto e sua madre Filomena Bianchi una lavandaia. Ebbe quattro fratelli. Era un buon allievo, ma abbandonò la scuola dopo il quinto anno.
Ricevette le sue prime lezioni musicali all'età di sei anni, nel famoso istituto in cui hanno studiato Giacomo Puccini e Alfredo Catalani; ma il padre glielo fece abbandonare dopo il primo anno.
Più tardi si innamorò della chitarra, acquistando il suo primo strumento all'età di 14 anni.
Verso il 1903, all'età di 16 anni, i suoi genitori lo mandarono alla Casa Dogana di Lucca per lavorare come portiere.
Nel 1907, superò l'esame al concorso delle Ferrovie Italiane diventando frenatore sulla linea Pisa-Firenze. Nel 1913, le Ferrovie lo licenziarono per assenteismo. Nello stesso anno Meschi lasciò l'Italia per la California. Le registrazioni ufficiali mostrano che arrivò a Ellis Island il 15 settembre 1913 a bordo della SS Rochambeau. Lavorò in un primo momento come lavapiatti negli alberghi e come lavoratore migrante in California.
All'età di 26 anni "imparò a leggere la musica presso la Biblioteca Pubblica di San Francisco" come da lui affermato in un'intervista al San Francisco News. Più tardi iniziò a dare concerti. Debuttò all'Arillaga Music College di San Francisco il 19 giugno 1919. Il suo programma contemplava musica vocale italiana del XVI, XVII e XVIII secolo.
Verso la fine del 1919 Italo Meschi ritornò in Italia e negli anni venti iniziò a girare per l'Europa, toccando diverse città, tra cui Nizza, Parigi, Bruxelles e Londra. Suonò con la sua chitarra-arpa (chitarpa) in tutta la penisola italiana, tra cui rimase memorabile la rappresentazione di fronte al re Vittorio Emanuele III e alla regina Elena nella loro casa d'estate vicino a Pisa.
Nell'aprile del 1926, Ernest Collins di Collins & Lewis Productions Ltd. ingaggiò Italo Meschi per un anno a Londra. La BBC lo assunse anche per un'audizione radio. Durante il suo soggiorno, ricevette un'ampia copertura dai media britannici. Un articolo lo descrisse come un "uomo strano e pittoresco che era ritenuto l'ultimo dei Trovatori". Lasciò Londra tre mesi dopo, in seguito a problemi con il suo agente.
Tornato in Italia, riprese i suoi concerti a Roma, nei grandi alberghi della Dolomiti, sulla riviera italiana e a Taormina. Nella sua città natale di Lucca, fu a volte ospite dell'orchestra Mandolinistica di Lucca. Nel maggio 1935 viaggiò a Ginevra (Svizzera), dove esibì per Radio-Genève.
Il 25 giugno 1936, Italo Meschi tornò negli Stati Uniti per la sua terza ed ultima volta. Nel 1937, Gaetano Merola, direttore e fondatore dell'Opera di San Francisco scrisse: "Apparentemente il Sig. Meschi ha attributi artistici altrettanto impressionanti come il suo aspetto. Ho apprezzato enormemente il modo di suonare e cantare del sig. Meschi. La sua interpretazione dei classici italiani del XVII e XVIII secolo è stata per me una rivelazione".
Lo stesso anno, il critico musicale Alfred Frankenstein scrisse sul San Francisco Chronicle, "Meschi è un artista pittoresco. Suona una chitarra che sembra un'ala della roccia che portava Sinbad sulla sua schiena. Ha la barba e la testa di un prete greco ortodosso e la semplicità di un bambino. La prima parte del suo programma era dedicata prevalentemente ad antiche canzoni e arie italiane, bellezze astratte che rendevano ancora più sottile la voce piena e sonorosa di questa trovatore dalle maniere riverenti".
Il servizio di immigrazione e naturalizzazione non estese il visto di Meschi oltre il 29 maggio 1937. Egli sempre si riferì alla sua partenza come ad una "estradizione". In retrospettiva, il rifiuto dell'estensione del visto potrebbe essere andato ben al di là delle leggi anti-immigrazione di quel periodo. Il suo aspetto insolito e il suo libertarianismo ebbero un ruolo in tale decisione. Il suo avere tenuto "più comizi che concerti" quando ha ricevuto l'"ordine di estradizione" potrebbe essere stata la radice del problema. Secondo un resoconto scritto di un testimone "Il giorno dopo il suo ultimo concerto a San Francisco, dei teppisti lo hanno attaccato e gli hanno rotto la sua chitarra".
Tornato in Italia, Italo Meschi si imbatté in problemi con le autorità fasciste, tra cui un mancato recapito documentato presso la sede del gruppo fascista regionale. Per anni fu membro del progetto socioeconomico conosciuto come Hallesismo. Sulla base di postulati matematici, l'Hallesismo favorì un nuovo sistema di regolazione del commercio internazionale, al fine di regolarlo equamente e in modo efficiente a beneficio dell'intera comunità mondiale. Il regime fascista rinchiuse il suo capo Agostino Maria Trucco in un manicomio dove morì nel 1940.
All'inizio della seconda guerra mondiale, Meschi si ritirò in un'abitazione in pietra ai piedi delle montagne apuane a nord di Lucca. Lì lavorava la terra, curava le sue pecore e scriveva poesie. Le sue poesie portano un messaggio contro la guerra, l'avidità, il degrado ambientale, la disorientazione morale e culturale.
Nel 1948 svolse la parte di Nicodemo nel film religioso italiano "Il Volto Santo". Tra le sue ultime esecuzioni, prima della sua ultima malattia, vi è quella del 25 ottobre 1954 al "Teatro dell'Arte al Parco" di Milano trasmessa dalla rete televisiva RAI italiana.

## Tecnica
Bruno Mattei, costruttore di chitarre poco noto, costruì le prime due chitarre di arpa di Meschi. Anni più tardi Italo si è perfezionato con una chitarra-arpa denominata Ala d'Aquila, che, a quanto raccontava, fu costruita nel 1924 dal celebre Luigi Mozzani espressamente per lui a Cento in provincia di Ferrara. Accanto alla sua abilità come strumentista, giocava un ruolo fondamentale la sua capacità vocale davvero unica. Una voce che corrispondeva all'originalità del suo repertorio. La sua voce baritonale si alzava ben oltre la sua tessitura naturale. Meschi aveva una voce sottile ma "penetrante e persuasiva", una voce modulare tenendo conto del rigore delle arie cinquecentesche, la grande vitalità e la forza degli stornelli toscani (canti popolari) o delle canzoni popolari di montagna che Italo raccolse durante il suo vagabondaggio e amava così tanto eseguire in pubblico. Una voce melodica sempre sottolineata dalla sua chitarpa.
Il "Dizionario dei chitarristi e dei liutai italiani" del 1937 (di Benvenuto Terzi et al.) afferma: "Mostra la grazia, il gusto squisito e la tecnica perfetta. La sua chitarra emette suoni armoniosi inediti. È un artista straordinario, unico nel suo genere. Nelle mani di questo artista unico, la chitarra svela note e sfumature inimmaginabili. Colpisce il pubblico con la sua voce piacevole, calda e sempre misurata. Tuttavia, ciò che rivela le sue arti interpretative, strumentali e vocali sono le canzoni popolari italiane, dove rimane insuperabile. “

## Repertorio
La casa discografica americana Brunswick Records realizzò due registrazioni dal concerto di New York di Italo Meschi del 6 giugno 1929. Nella prima suonava “Notturno” (probabilmente di Giovanni Navone) e il Tango di Francisco Tarrega. Nel secondo cantava “Stornellata Romana” e “Mattinata” di Ruggero Leoncavallo. Sempre nel giugno del 1929, la Gannett Records di New York registrò un'altra canzone della vecchia California in lingua spagnola antica, La Indita.
Nei suoi concerti Meschi interpretava anche un'aria di Beethoven, il Nocturne, la Rapsodia (Souvenir de St. Paul) di Giovanni Domenico Navone, un fandango andaluso, le “Piccole Melancolie” (Studi) di F. Sor, la Serenata di Luciano Castagna, ecc. Eseguiva pezzi del 1500 e del 1600 di Andrea Falconieri (“Villanella”), Claudio Monteverdi e Raffaello Rontani.
Compose anche i suoi pezzi tra cui due ninna-nanne, Melanconia, Partenza, canzoni su propri testi e La Poesia, Il Brivido, La Mia Sera, basate su poesie di Giovanni Pascoli.

## Meschi come primo trascrittore di musiche di J. S. Bach
Meschi amava la polifonia di Bach. Trascorse gran parte del suo tempo a trascrivere pezzi difficili prima di suonarli in concerto con la sua chitarpa. Alcuni dei suoi manoscritti sono stati recentemente ritrovati, si tratta di almeno 10 brani, tra cui spicca una trascrizione datata 1948 della famosa Toccata e Fuga di Bach in re minore BWV 565 per organo. Non è chiaro quale musiche di Bach Meschi interpretasse nei suoi concerti, ma è sicuro che suonò almeno Ave Maria e altri pezzi bachiani come bis. Tuttavia, negli anni del dopoguerra suggeriscono che la sfida di padroneggiare tali difficili brani sulla chitarpa era diventata per lui quasi un'ossessione.
L'archivio Meschi è ospitato presso la Banca del Monte di Lucca.

## Vita privata
Italo Meschi non si sposò mai. "Ammirato e amato da molte belle donne, ma sempre assorbito nel suo ambiente musicale, non li valorizzò come preziose", scrisse suo fratello Mario. Durante gli anni della guerra, all'età di 56 anni, si innamorò di una donna più giovane con un rapporto lungo e inconcludente.
Era vegetariano e ci ha lasciato molte le ricette e raccomandazioni sulle carenze alimentari. Come primo ambientalista, presentò un piano su come rendere la sua città più vivibile.
A Lucca le persone lo chiamavano "il Cristo" per la sua lunga barba e i capelli alla Nazareno. Devoto a modo suo, ebbe disagi con la Chiesa. Per onorare la sua arte, gli abitanti lo chiamavano il "Maestro Italo".
Nell'ottobre del 1957, un giorno dopo la sua morte, il quotidiano "La Nazione" riferiva sul suo "spirito sincero e incorruttibile che non consentiva di piegarsi alle esigenze della nostra società moderna del consumo". "In esso si trova l'handicap commerciale", aveva scritto tre decenni prima dell'autore britannico Constance Vaughan dopo intervista a Maestro Italo, "L'ultimo trovatore".